# Plaumannion yepezi
Plaumannion yepezi är en stekelart som beskrevs av García 2007. Plaumannion yepezi ingår i släktet Plaumannion och familjen Scelionidae. Inga underarter finns listade i Catalogue of Life.